# Cat's Eye (téléfilm, 1988)
Pour les articles homonymes, voir Cat's Eye (homonymie).
Cat's Eye est un téléfilm japonais diffusé le 23 juillet 1988 sur Nippon TV.
C'est la première adaptation live du manga Cat's Eye déjà adapté en série animée (Signé Cat's Eyes), avec dans les rôles des trois sœurs Yū Hayami, Risa Tachibana et Mie (Mitsuyo Nemoto du duo J-pop Pink Lady).
À ne pas confondre avec le film live pour le cinéma Cat's Eye, sorti au Japon en 1997, avec Yuki Uchida dans le rôle de Ai/Alex, Izumi Inamori dans le rôle de Hitomi/Tam et Norika Fujiwara dans le rôle de Rui/Cylia.

## Fiche technique
- Réalisation : Yūichi Higurashi (ja)[1]

## Diffusion
Le film est diffusé sur Nippon Television pour l'émission Doyō Super Special (ja).